# Formylglycin
Formylglycin (FGly) oder auch 3-Oxoalanin bzw. α-Formylglycin ist eine nichtproteinogene Aminosäure. Sie kommt im aktiven Zentrum von einigen Enzymen, wie zum Beispiel Sulfatasen vor. Formylglycin wird in Pro- und Eukaryoten durch das Formylglycin-generierende Enzym aus einem Cystein synthetisiert. In Prokaryoten existiert nebenbei das anaerobe Sulfatasenreifungsenzym AtsA bzw. AtsB.
Formylglycin kann ebenfalls in der Gentechnologie als Protein-Tag genutzt werden.
α-Formylglycin sollte nicht mit N-Formylglycin verwechselt werden.

## Stereoisomerie
Formylglycin ist chiral. Es gibt zwei Enantiomere:
| Enantiomere von Formylglycin | Enantiomere von Formylglycin |
| ---------------------------- | ---------------------------- |
|                              |                              |

Das 1:1-Gemisch (Racemat) aus (S)-Form und (R)-Form wird (RS)-Formylglycin genannt.